# Brett Sterling
Pour les articles homonymes, voir Sterling.
Brett Stewart Sterling (né le 24 juin 1984 à Los Angeles, État de la Californie aux États-Unis) est un joueur professionnel retraité américain de hockey sur glace.

## Biographie

### Carrière en club
Il commence sa carrière en 2001 avec l'équipe des États-Unis junior dans l'USHL. Il est choisi en 2003 au cours du repêchage d'entrée dans la Ligue nationale de hockey par les Thrashers d'Atlanta en 5e ronde, en 145e position. 
Après quatre saisons en NCAA, il rejoint en 2006 les Wolves de Chicago en LAH. À l'issue de sa première saison dans la LAH, il reçoit le trophée Dudley-« Red »-Garrett qui récompense le meilleur joueur recrue de l'année ainsi que le trophée Willie-Marshall du meilleur marqueur en saison régulière. En 2007, il fait ses débuts en Ligue nationale de hockey avec les Thrashers d'Atlanta. En 2008, il remporte la Coupe Calder avec les Wolves.
Le 24 juin 2010, il est échangé avec Mike Vernace au Sharks de San José en retour de considération future mais finalement signe avec les Penguins de Pittsburgh le 3 juillet 2010 pour une saison.

### Carrière internationale
Il a représenté les États-Unis en sélection jeune.

## Trophées et honneurs personnels

### Ligue américaine de hockey
- 2006-2007: trophée Willie-Marshall.
- 2006-2007: trophée Dudley-« Red »-Garrett.
- 2007: Sélectionné pour le Match des étoiles avec l'équipe planète/États-Unis (titulaire).
- 2008: Sélectionné pour le Match des étoiles avec l'équipe planète/États-Unis (titulaire).
- 2009-2010 : sélectionné pour le Match des étoiles avec l'équipe planète/États-Unis.

## Statistiques

### En club
| Saison     | Équipe                            | Ligue      |    | Saison régulière | Saison régulière | Saison régulière | Saison régulière | Saison régulière |    | Séries éliminatoires | Séries éliminatoires | Séries éliminatoires | Séries éliminatoires | Séries éliminatoires |
| Saison     | Équipe                            | Ligue      | PJ | B                | A                | Pts              | Pun              | PJ               | B  | A                    | Pts                  | Pun                  |                      |                      |
| 2001-2002  | US Jr. National Team              | USHL       | 10 | 6                | 3                | 9                | 8                | -                | -  | -                    | -                    | -                    |                      |                      |
| 2002-2003  | Tigers de Colorado College        | NCAA       | 36 | 27               | 11               | 38               | 30               | -                | -  | -                    | -                    | -                    |                      |                      |
| 2003-2004  | Tigers de Colorado College        | NCAA       | 30 | 16               | 12               | 28               | 40               | -                | -  | -                    | -                    | -                    |                      |                      |
| 2004-2005  | Tigers de Colorado College        | NCAA       | 42 | 34               | 29               | 63               | 70               | -                | -  | -                    | -                    | -                    |                      |                      |
| 2005-2006  | Tigers de Colorado College        | NCAA       | 41 | 31               | 24               | 55               | 66               | -                | -  | -                    | -                    | -                    |                      |                      |
| 2006-2007  | Wolves de Chicago                 | LAH        | 77 | 55               | 42               | 97               | 96               | 15               | 7  | 5                    | 12                   | 24                   |                      |                      |
| 2007-2008  | Thrashers d'Atlanta               | LNH        | 13 | 1                | 2                | 3                | 14               | -                | -  | -                    | -                    | -                    |                      |                      |
| 2007-2008  | Wolves de Chicago                 | LAH        | 70 | 38               | 33               | 71               | 116              | 16               | 3  | 5                    | 8                    | 18                   |                      |                      |
| 2008-2009  | Thrashers d'Atlanta               | LNH        | 6  | 1                | 0                | 1                | 2                | -                | -  | -                    | -                    | -                    |                      |                      |
| 2008-2009  | Wolves de Chicago                 | LAH        | 52 | 17               | 22               | 39               | 84               | -                | -  | -                    | -                    | -                    |                      |                      |
| 2009-2010  | Wolves de Chicago                 | LAH        | 55 | 34               | 22               | 56               | 38               | 9                | 4  | 6                    | 10                   | 4                    |                      |                      |
| 2010-2011  | Penguins de Wilkes-Barre/Scranton | LAH        | 65 | 25               | 26               | 53               | 88               | 12               | 2  | 4                    | 6                    | 10                   |                      |                      |
| 2010-2011  | Penguins de Pittsburgh            | LNH        | 7  | 3                | 2                | 5                | 16               | -                | -  | -                    | -                    | -                    |                      |                      |
| 2011-2012  | Rivermen de Peoria                | LAH        | 54 | 22               | 26               | 48               | 74               | -                | -  | -                    | -                    | -                    |                      |                      |
| 2011-2012  | Blues de Saint-Louis              | LNH        | 4  | 0                | 0                | 0                | 0                | -                | -  | -                    | -                    | -                    |                      |                      |
| 2011-2012  | Pirates de Portland               | LAH        | 19 | 8                | 6                | 14               | 30               | -                | -  | -                    | -                    | -                    |                      |                      |
| 2012-2013  | Wolves de Chicago                 | LAH        | 48 | 24               | 21               | 45               | 50               | -                | -  | -                    | -                    | -                    |                      |                      |
| 2013-2014  | HV 71                             | SHL        | 43 | 11               | 9                | 20               | 28               | -                | -  | -                    | -                    | -                    |                      |                      |
| 2013-2014  | Örebro HK                         | SHL        | 5  | 1                | 2                | 3                | 4                | -                | -  | -                    | -                    | -                    |                      |                      |
| 2014-2015  | EC Red Bull Salzbourg             | EBEL       | 49 | 23               | 25               | 48               | 100              | 13               | 10 | 11                   | 21                   | 26                   |                      |                      |
| 2015-2016  | EC Red Bull Salzbourg             | EBEL       | 46 | 33               | 16               | 49               | 121              | 19               | 9  | 4                    | 13                   | 71                   |                      |                      |
| 2016-2017  | Wolves de Chicago                 | LAH        | 61 | 11               | 18               | 29               | 40               | 4                | 1  | 1                    | 2                    | 6                    |                      |                      |
| 2017-2018  | Wolves de Chicago                 | LAH        | 45 | 15               | 10               | 25               | 46               | 2                | 0  | 0                    | 0                    | 2                    |                      |                      |
| Totaux LNH | Totaux LNH                        | Totaux LNH | 30 | 5                | 4                | 9                | 32               | -                | -  | -                    | -                    | -                    |                      |                      |

### En équipe nationale
| Année | Compétition                          |   | PJ | B | A  | Pts | Pun           |  | Résultats |
| 2002  | Championnat du monde moins de 18 ans | 8 | 9  | 3 | 12 | 4   | Médaille d'or |  |           |
| 2003  | Championnat du monde junior          | 7 | 0  | 2 | 2  | 4   | 4e place      |  |           |
| 2004  | Championnat du monde junior          | 6 | 3  | 0 | 3  | 0   | Médaille d'or |  |           |